# Milehøj

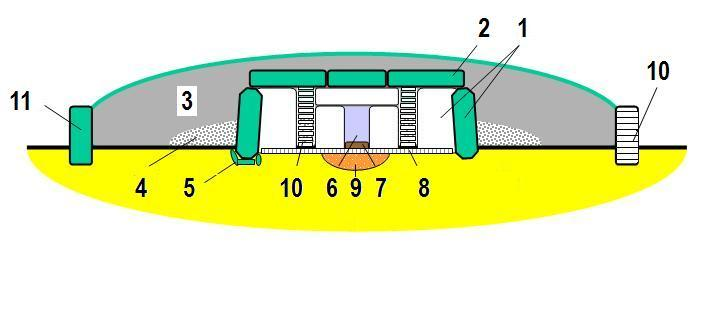
Schema Ganggrab (Querschnitt) 1=Trag-, 2= Deckstein, 3=Erdhügel, 4=Dichtung, 5=Verkeilsteine, 6=Zugang, 7= Schwellenstein. 8=Bodenplatten, 9=Unterbodendepots, 10=Zwischenmauerwerk 11=Randsteine

Das Ganggrab Milehøj (dänisch Milehøj jættestue) liegt in einem Erdhügel westlich von Stuby, etwa 4,0 km nordwestlich von Vordingborg und gehört mit seiner etwa 8,0 × 2,3 m großen, regelmäßigen Kammer zu den ansehnlicheren im Süden der Insel Seeland in Dänemark. Das Ganggrab ist eine Bauform jungsteinzeitlicher Megalithanlagen, die aus einer Kammer und einem baulich abgesetzten, lateralen Gang besteht. Diese Form ist primär in Dänemark, Deutschland und Skandinavien, sowie vereinzelt in Frankreich und den Niederlanden zu finden. 

## Beschreibung
Die zwischen 3500 und 2800 v. Chr. entstandene Megalithanlage der Trichterbecherkultur (TBK) besteht aus 15 Tragsteinen und fünf großen Decksteinen. Der einst etwa 6,0 m lange, nach Osten gerichtete Gang ist nur am Übergang zur Kammer erhalten. Die äußeren Steine fehlten bereits im Jahr 1905, wie eine im Nationalmuseum vorhandene Zeichnung zeigt. Wie Andreas Peter Madsen (1822–1911) im Jahre 1905 schrieb, war die Kammer vollständig mit Erde verfüllt. Das Ganggrab wurde durch eine Vereinbarung mit dem Eigentümer im Jahr 1908 geschützt. 1917 begann eine Untersuchung der zuvor durch Schatzgräber heimgesuchten Anlage. 
Das Einfügen von Steinplatten zwischen den Trag- und Decksteinen hat der Erhöhung der Kammer gedient. Das teilweise recht breite Zwischenmauerwerk war mit Ton und zerkleinertem Feuerstein versetzt und es gibt Teile einer Abdichtung aus Birkenrinde. Die beiden Eckpfeiler am Übergang zum Gang tragen einen flachen Zwischenstein, auf dem der Deckstein aufliegt. Dies leitet den Druck der Decksteine und des Hügels von der großen Gangöffnung ab. Der südliche Pfeiler mit seinen fast senkrechten Ecken ist sorgfältig ausgewählt und vielleicht für den Zweck zugearbeitet. 2006 wurde eine Versteifung am südlichen Deckstein ersetzt und die Anlage restauriert.